# Cimetière de la Pointe
Le cimetière de la Pointe est un ancien cimetière de la ville de Québec. Des paroissiens de Saint-Roch y furent inhumés entre 1832 et 1854. Il était situé dans l’actuel secteur de la Pointe-aux-Lièvres, à l’angle sud des rues de la Croix-Rouge et de la Pointe-aux-Lièvres. Un autre cimetière lui était contigu : le cimetière catholique de l’Hôpital de la Marine, dans lequel on inhuma, de 1835 à 1871, les marins et les immigrants qui mouraient à l’hôpital.

## Histoire
En 1832, la fabrique de Saint-Roch ouvre un cimetière dans un site connu sous le nom de Pointe-aux-Lièvres. Contrairement au premier cimetière de la paroisse, qui est situé dans le quadrilatère formé par les rues Caron, Saint-François, Dorchester et St-Joseph, ce terrain est éloigné des habitations. Les premières personnes qui y sont inhumés sont les nombreuses victimes d’une épidémie de choléra qui frappe Québec à l’été. Le premier acte de sépulture date du 15 juin 1832 et fait mention d’une certaine Thérèse Croteau, inhumée au « cimetière de la Pointe ».
En 1835, un nouveau cimetière est consacré à quelques mètres seulement de celui de la Pointe, il s’agit du cimetière catholique de l’Hôpital de la Marine. Ce nouvel hôpital vient d’être construit (1832-1834) et il accueille les marins et les immigrants malades qui arrivent ou transitent par Québec. L’entrée du bâtiment donne sur l’actuelle rue des Embarcations (rue Panet à l’époque). Les gens qui y trouvent la mort sont inhumés soit dans le cimetière protestant (en face, de l’autre côté de la rue Panet), soit dans la portion catholique se trouvant derrière l’hôpital. Ce dernier cimetière touche presque celui de la Pointe et, avec le temps, ils finiront par n’en former qu’un seul. 
À l’été 1847, des citoyens de Saint-Roch exigent la fermeture des cimetières se trouvant derrière l’Hôpital de la Marine. Aux autorités locales, ils déclarent que « les charretiers qui fournissent de l’eau à une grande partie de la ville, vont la puiser dans la rivière St. Charles près du cimetière en question, à la marée basse, et que les eaux qui filtrent de ce terrain dans la rivière peuvent faire courir le plus grand danger à la salubrité publique ».
Même si dans les semaines qui suivent, on ouvre le cimetière de Gros-Pin afin d’y inhumer les victimes d’une épidémie de typhus, les cimetières catholiques de la Pointe et de l’Hôpital de la Marine vont continuer à recevoir des sépultures. En 1854, la paroisse de Saint-Roch ferme définitivement le cimetière de le Pointe et procède à des exhumations à partir de 1857 afin de transférer les sépultures dans le nouveau cimetière Saint-Charles. L’Hôpital de la Marine va continuer d’inhumer dans son cimetière catholique jusqu’en 1871.
Le site des anciens cimetières catholiques de la Pointe et de l’Hôpital de la Marine demeure inoccupé jusqu’à la fin des années 1870. Par la suite, le terrain est transformé en cour à bois. On y entrepose et vend du bois jusqu’au début des années 1910. La Ville de Québec prend ensuite possession du terrain pour y construire divers hangars ainsi qu’une pesée,. 
En 1961, alors qu’on effectue des travaux d’excavation pour la construction du futur édifice de la Croix-Rouge, des ossements sont mis au jour. Puis, en 1996, alors que des ouvriers extirpent du sol un vieux réservoir à l’huile qui alimentait les locaux de la Croix-Rouge, d’autres ossements sont découverts.
À l’hiver 2019, l’édifice de la Croix-Rouge est démoli. Le terrain deviendra l’un des pôles d’échange du Réseau de transport de la Capitale. Le 26 février 2019, le président du RTC, Rémy Normand, déclare : « Nous procéderons à des fouilles archéologiques plus poussées à l'été 2019 sur une portion de ce site, parce qu'il y a des sépultures identifiées à certains endroits. »

### Articles externes
Le cimetière de Gros-Pin : un lieu oublié du quartier Limoilou